# Toni Gomes
Toni Correia Gomes (* 16. November 1998 in Bissau, Guinea-Bissau) ist ein portugiesischer Fußballspieler.

## Karriere

### Verein
Gomes kam im Alter von 15 Jahren aus Guinea-Bissau nach Lissabon. Kurz darauf kam er im September 2014 zu einem Probetraining nach England zum FC Liverpool und wurde von diesem verpflichtet. Im Oktober 2015 spielte er erstmals für die Reservemannschaft von Liverpool.
Im August 2017 wurde er an den Viertligisten Forest Green Rovers verliehen. Im September 2017 debütierte er in der League Two, als er am fünften Spieltag der Saison 2017/18 gegen die Wycombe Wanderers in der Halbzeitpause für Dan Wishart eingewechselt wurde. Insgesamt kam er zu neun Einsätzen für die Rovers in der vierthöchsten Spielklasse, in denen er ohne Torerfolg blieb. Im Januar 2018 kehrte er zu Liverpool zurück.
Zur Saison 2018/19 kehrte er nach Portugal zurück und wechselte zum Zweitligisten FC Arouca. Für Arouca kam er in jener Saison zu neun Einsätzen in der Segunda Liga, mit dem Verein musste er zu Saisonende jedoch aus der Segunda Liga absteigen. Daraufhin verließ er den Verein.

### Nationalmannschaft
Gomes absolvierte 2015 drei Spiele für die portugiesische U-17-Auswahl. 2016 kam er zu drei Einsätzen für die U-18-Mannschaft.